# Plagiohammus imperator
Plagiohammus imperator är en skalbaggsart som först beskrevs av Thomson 1868.  Plagiohammus imperator ingår i släktet Plagiohammus och familjen långhorningar. Inga underarter finns listade i Catalogue of Life.